# 屈米耶斯
屈米耶斯（法語：Cumiès，法語發音：[kymjɛs] ⓘ）是法国奥德省的一个市镇，属于卡尔卡松区。

## 地理
屈米耶斯（43°17'46"N, 1°50'28"E）面积3.92 平方千米，位于法国奧克西塔尼大區奥德省，该省份为法国南部沿海省份，北起塔恩省，西北接上加龙省，西接阿列日省，南至东比利牛斯省，东临地中海，东北与埃罗省接壤。
与屈米耶斯接壤的市镇（或旧市镇、城区）包括：贝尔夫卢、马斯圣皮埃勒、莫勒维尔、蒙托里奥勒、埃尔斯河畔萨勒。

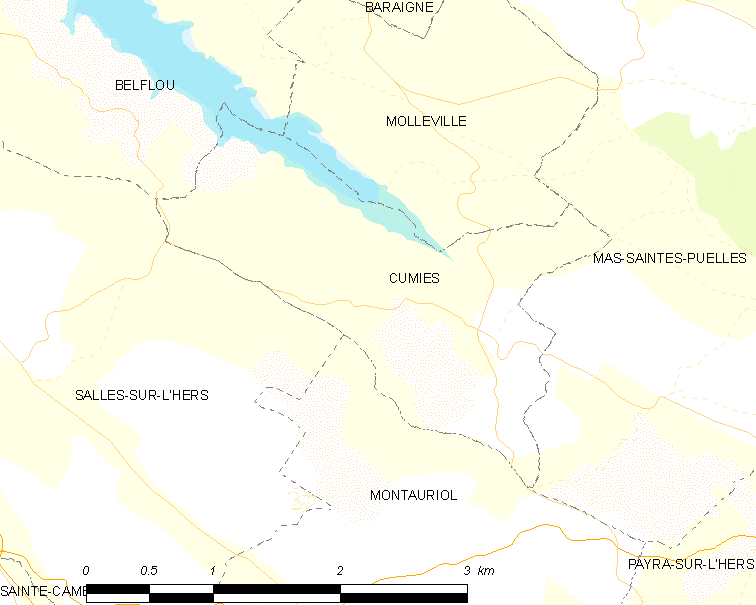
屈米耶斯的OSM定位图

屈米耶斯的时区为UTC+01:00、UTC+02:00（夏令时）。

## 行政
屈米耶斯的邮政编码为11410，INSEE市镇编码为11114。

## 政治
屈米耶斯所属的省级选区为拉皮耶日欧拉泽斯县。

## 人口

1962-2008年间屈米耶斯人口变化图示

屈米耶斯于2022年1月1日时的人口数量为43人。